# Andy King
Andrew Philip "Andy" King (sinh ngày 29 tháng 10 năm 1988) là một cựu cầu thủ bóng đá người Wales chơi ở vị trí tiền vệ.
King đã chơi tổng cộng 379 trận cho Leicester City ghi được 62 bàn thắng và giành được 3 chức vô địch League One, Championship và Premier League vào năm 2009, 2014 và 2016 cùng câu lạc bộ. Trở thành cầu thủ đầu tiên vô địch 3 giải đấu trong kỷ nguyên Premier League.

## Cuộc đời
King sinh ra tại North Devon, Anh. Andy được coi là "người đặc biệt" khi sinh ra và lớn lên ở Anh nhưng lai có quốc tịch xứ Wales (mặc dù vậy nơi sinh đăng ký là Maidenhead. Anh theo học tại trường Furze Platt Senior School và gia nhập Chelsea vào năm 9 tuổi. Sau đó King gia nhập Học viện Leicester City vào năm 15 tuổi.

## Sự nghiệp

### Học viện Leicester City
King chơi ở mùa giải 2006-2007. Trong mùa giải đó King đã ghi tổng cộng 8 bàn sau 21 trận ra sân tại câu lạc bộ và giành được chức vô địch FA Premier League Group B.

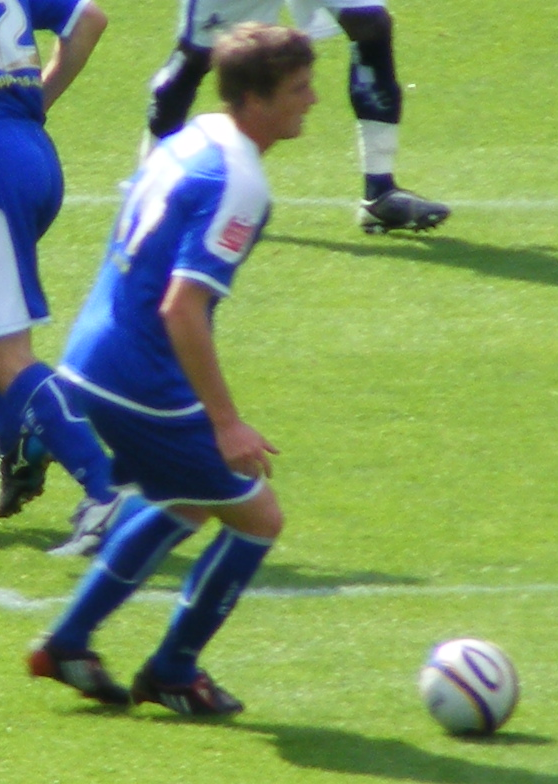
King năm 2008

### Leicester City
Ngày 5 tháng 5 năm 2007 King ký hợp đồng với Leicester City bắt đầu sự nghiệp chơi bóng chuyên nghiệp.
Mùa giải 2008-09, King ghi 9 bàn thắng góp phần giúp Leicester đăng quang, trở thành nhà vô địch giải đấu League One. Cũng chinh mùa giải này, anh được đeo băng đội trưởng.
Trong mùa giải 2013-14, King ghi bàn thắng thứ 54 trong sự nghiệp cho the Foxes trong trận hòa 2-2 với câu lạc bộ Wigan Athletic vào ngày 1 tháng 4 năm 2014, giúp anh trở thành tiền vệ ghi nhiều bàn thắng nhất lịch sử Leicester và giúp câu lạc bộ giành chức vô địch Football League Championship.
Sau mùa giải 2014-15 không có quá nhiều thành công. King lần đầu giành chức vô địch Premier League cùng câu lạc bộ Leicester City mùa giải 2015-16. Điều đó cũng giúp King trở thành cầu thủ đầu tiên vô địch 3 giải đấu League One, Championship và Premier League.

#### Đội trưởng của Leicester City
Mùa giải năm 2008-09, do khủng hoảng tài chính nên đội bóng phải bán hầu hết các ngôi sao và lập tức ký hợp đồng các cầu thủ trẻ với hợp đồng...9 năm. Chỉ có Andy muốn ở lại với đội bóng. Từ đó anh được đeo băng đội trưởng.

## Thống kê

### Câu lạc bộ
Tính đến 13 tháng 5 năm 2018.
| Mùa giải                 | Câu lạc bộ          | Giải đấu                 | Giải đấu | Giải đấu | FA Cup | FA Cup  | League Cup | League Cup | Châu Âu | Châu Âu | Khác   | Khác    | Tổng cộng | Tổng cộng |
| Mùa giải                 | Câu lạc bộ          | Giải đấu                 | Ra sân   | Ghi bàn  | Ra sân | Ghi bàn | Ra sân     | Ghi bàn    | Ra sân  | Ghi bàn | Ra sân | Ghi bàn | Ra sân    | Ghi bàn   |
| ------------------------ | ------------------- | ------------------------ | -------- | -------- | ------ | ------- | ---------- | ---------- | ------- | ------- | ------ | ------- | --------- | --------- |
| Leicester City           | 2007–08             | Championship             | 11       | 1        | 1      | 0       | 0          | 0          | —       | —       | —      | —       | 12        | 1         |
| Leicester City           | 2008–09             | League One               | 45       | 9        | 4      | 1       | 2          | 1          | —       | —       | 3      | 0       | 54        | 11        |
| Leicester City           | 2009–10             | Championship             | 43       | 9        | 1      | 1       | 1          | 0          | —       | —       | 2      | 1       | 47        | 11        |
| Leicester City           | 2010–11             | Championship             | 45       | 15       | 2      | 1       | 3          | 0          | —       | —       | —      | —       | 50        | 16        |
| Leicester City           | 2011–12             | Championship             | 30       | 4        | 1      | 0       | 1          | 0          | —       | —       | —      | —       | 32        | 4         |
| Leicester City           | 2012–13             | Championship             | 42       | 7        | 2      | 0       | 2          | 0          | —       | —       | 2      | 0       | 48        | 7         |
| Leicester City           | 2013–14             | Championship             | 30       | 4        | 1      | 0       | 2          | 0          | —       | —       | —      | —       | 33        | 4         |
| Leicester City           | 2014–15             | Premier League           | 24       | 2        | 1      | 0       | 1          | 0          | —       | —       | —      | —       | 26        | 2         |
| Leicester City           | 2015–16             | Premier League           | 25       | 2        | 2      | 0       | 2          | 1          | —       | —       | —      | —       | 29        | 3         |
| Leicester City           | 2016–17             | Premier League           | 23       | 1        | 3      | 1       | 1          | 0          | 4       | 0       | 1      | 0       | 32        | 2         |
| Leicester City           | 2017–18             | Premier League           | 11       | 1        | 1      | 0       | 3          | 0          | —       | —       | —      | —       | 15        | 1         |
| Leicester City           | 2018–19             | Premier League           | 0        | 0        | 1      | 0       | 0          | 0          | —       | —       | —      | —       | 1         | 0         |
| Leicester City           | Total               | Total                    | 329      | 55       | 20     | 4       | 18         | 2          | 4       | 0       | 8      | 1       | 379       | 62        |
| Swansea City (mượn)      | 2017–18             | Premier League           | 11       | 2        | —      | —       | —          | —          | —       | —       | 0      | 0       | 11        | 2         |
| Derby County (mượn)      | 2018–19             | Championship             | 4        | 0        | —      | —       | —          | —          | —       | —       | —      | —       | 4         | 0         |
| Rangers (mượn)           | 2019–20             | Scottish Premiership     | 2        | 0        | 0      | 0       | 2          | 0          | 1       | 0       | 0      | 0       | 5         | 0         |
| Huddersfield Town (mượn) | 2019–20             | Championship             | 14       | 0        | 0      | 0       | 0          | 0          | 0       | 0       | 0      | 0       | 14        | 0         |
| OH Leuven                | 2020–21             | Belgian First Division A | 1        | 0        | 0      | 0       | —          | —          | —       | —       | —      | —       | 1         | 0         |
| Bristol City             | 2021–22             | Championship             | 5        | 1        | 0      | 0       | 0          | 0          | —       | —       | —      | —       | 5         | 1         |
| Tổng cộng sự nghiệp      | Tổng cộng sự nghiệp | Tổng cộng sự nghiệp      | 366      | 58       | 20     | 4       | 20         | 2          | 5       | 0       | 8      | 1       | 419       | 65        |

### Quốc tế
Tính đến 20 tháng 11 năm 2018
| Đội tuyển quốc gia | Năm       | Trận | Bàn |
| ------------------ | --------- | ---- | --- |
| Wales              | 2009      | 3    | 0   |
| Wales              | 2010      | 3    | 1   |
| Wales              | 2011      | 5    | 0   |
| Wales              | 2012      | 4    | 0   |
| Wales              | 2013      | 8    | 1   |
| Wales              | 2014      | 5    | 0   |
| Wales              | 2015      | 4    | 0   |
| Wales              | 2016      | 6    | 0   |
| Wales              | 2017      | 6    | 0   |
| Wales              | 2018      | 6    | 0   |
| Tổng cộng          | Tổng cộng | 50   | 2   |

### Bàn thắng cho đội tuyển quốc gia
| # | Ngày                 | Địa điểm                             | Số trận | Đối thủ    | Bàn thắng | Kết quả | Giải đấu |
| - | -------------------- | ------------------------------------ | ------- | ---------- | --------- | ------- | -------- |
| 1 | 11 tháng 8 năm 2010  | Parc y Scarlets, Llanelli, Wales     | 4       | Luxembourg | 3–1       | 5–1     | Giao hữu |
| 2 | 16 tháng 11 năm 2013 | Cardiff City Stadium, Cardiff, Wales | 23      | Phần Lan   | 1–0       | 1–1     | Giao hữu |

## Danh hiệu
Leicester City
- Premier League: 2015–16[25]
- Football League Championship: 2013–14[26]
- Football League One: 2008–09[26]

Cá nhân
- Championship PFA Team of the Year: 2010–11
- Leicester City cầu thủ trẻ xuất sắc nhất năm: 2008–09
- Leicester City cầu thủ xuất sắc nhất năm: 2009–10, 2010–11

Ghi nhận
- Tiền vệ Leicester City ghi nhiều bàn thắng nhất:[27] 59 bàn

## Liên kết
- Andy King profile at Leicester City F.C.
- Andy King tại Soccerbase

1. ↑  Appearances in Football League Trophy
2. 1 2  Appearances in Championship play-offs
3. ↑  Appearances in UEFA Champions League
4. ↑  Appearance in FA Community Shield